# Башкиров, Владимир (хоккеист)
Владимир Башкиров (1922 — неизвестно) — советский хоккеист, вратарь.
В конце 1930-х годов вратарь по фамилии Башкиров играл за команду Кировского завода по хоккею с мячом «Авангард», до этого обучался в 37-й ФЗС Ленинграда, играл в водное поло.
В сезонах 1947/48 — 1950/51 участник Великой Отечественной войны Владимир Башкиров выступал вратарём за «Динамо» Ленинград в чемпионате СССР по хоккею с шайбой.